# Список беспозвоночных, занесённых в Красную книгу Калининградской области

Список беспозвоночных животных, занесённых в Красную книгу Калининградской области включает в себя 29 видов насекомых и моллюсков, внесённых в Красную книгу Калининградской области (издание 2010 года).
Статус таксона в Красной книге Калининградской области обозначается одной из номерных категорий:
0 — вероятно исчезнувшие. Таксоны и популяции, известные ранее на территории Калининградской области, нахождение которых не подтверждено в последние 50 лет.
1 — находящиеся под угрозой исчезновения. Таксоны и популяции, численность особей которых уменьшилась до такого уровня, что в ближайшее время они могут исчезнуть с территории Калининградской области.
2 — сокращающиеся в численности. Таксоны и популяции с неуклонно сокращающейся численностью, которые при дальнейшем воздействии факторов, снижающих численность, могут в короткие сроки попасть в категорию 1.
3 — редкие. Таксоны и популяции, которые имеют малую численность и распространены на ограниченной территории.
4 — неопределенные по статусу. Таксоны и популяции, вероятно, относящиеся к одной из предыдущих категорий, достаточных сведений о состоянии которых в настоящее время нет, либо сведения не в полной мере соответствуют установленным для категорий критериям.
Таксономия и латинские названия видов даются по Красной книге области.
| Тип, Отряд                                                             | Вид (Русское название), Латинское название                          | Статус | Принятые меры охраны                                                                                         | Необходимые меры охраны | Изображение                                                |
| ---------------------------------------------------------------------- | ------------------------------------------------------------------- | ------ | --- | --- | ---------------------------------------------------------- |
| Брюхоногоие моллюски — Gastropoda, Прудовиковообразные — Lymnaeiformes | Прудовик гладкий, Lymnaea glabra                                    | 3      | Не разрабатывались, не применялись.                                                                          | Снижение хозяйственной и рекреационной нагрузки на водоёмы. Поддержание стабильного гидрологического режима. | Omphiscola glabra                                          |
| Брюхоногоие моллюски — Gastropoda, Прудовиковообразные — Lymnaeiformes | Прудовик угнетенный, Lymnaea lagotis                                | 3      | Не разрабатывались, не применялись.                                                                          | Сохранение небольших водоёмов, пригодных для обитания вида. |                                                            |
| Брюхоногоие моллюски — Gastropoda, Прудовиковообразные — Lymnaeiformes | Катушка белая, Anisus albus                                         | 3      | Не разрабатывались, не применялись.                                                                          | Снижение хозяйственной и рекреационной нагрузки на водоёмы. | Planorbis albus (Sowerby)                                  |
| Брюхоногоие моллюски — Gastropoda, Прудовиковообразные — Lymnaeiformes | Катушка завернутая бескилевая, Anisus vorticulus                    | 3      | Не разрабатывались, не применялись.                                                                          | Снижение хозяйственной и рекреационной нагрузки на водоёмы. | Anisus vorticulus                                          |
| Брюхоногоие моллюски — Gastropoda, Прудовиковообразные — Lymnaeiformes | Катушка килеватая, Planorbis carinatus                              | 3      | Не разрабатывались, не применялись.                                                                          | Снижение хозяйственной и рекреационной нагрузки на водоёмы. | Planorbis carinatus drawing                                |
| Брюхоногоие моллюски — Gastropoda, Прудовиковообразные — Lymnaeiformes | Катушка прибрежная, Choanomphalus riparius                          | 3      | Не разрабатывались, не применялись.                                                                          | Снижение хозяйственной и рекреационной нагрузки на водоёмы. |                                                            |
| Насекомые — Insecta, Стрекозы — Odonata                                | Дозорщик-император, Anax imperator                                  | 3      | Занесён в Красную книгу России.                                                                              | Сохранение подходящих для вида биотопов на Куршской косе и верховых болотах. Включение верхового болота Целау в состав ООПТ. Выявление и последующая охрана новых мест обитания вида. | Anax imperator (3363887500)                                |
| Насекомые — Insecta, Жесткокрылые — Coleoptera                         | Жук-олень обыкновенный, Lucanus cervus                              | 1      | Занесен в Красную книгу России.                                                                              | Выявление мест обитания вида, придание им статуса памятника природы, последующая строгая охрана и мониторинг.сохранение максимального количества старых широколиственных деревьев и зрелых древостоев. Лесовозобновление посадками дуба. Введение ограничений на выборочные рубки старых широколиственных деревьев при уходе за лесом. Организация ООПТ в Полесском, Приморском и Виштынецком лесах.                    | DSC03991 - Kopie                                           |
| Насекомые — Insecta, Жесткокрылые — Coleoptera                         | Гноримус благородный, или зелёный, Gnorimus nobilis                 | 1      | Не принимались.                                                                                              | Ограничение рубки старых лиственных деревьев, расчистки лесов и старых парков, запрет сведения аллей дуба и липы вдоль дорог. Лесовозобновление посадками дуба и других широколиственных пород. Организация ООПТ в Светлогорском лесу. Определение целесообразности и возможности разведения с последующей реинтродукцией в места, пригодные для обитания вида.                                                         | Gnorimus nobilis side                                      |
| Насекомые — Insecta, Жесткокрылые — Coleoptera                         | Гноримус изменчивый, или восьмиточечный, Gnorimus variabilis        | 1      | Не принимались.                                                                                              | Выявление и последующая охрана мест обитания вида. Сохранение максимального количества старых дуплистых широколиственных деревьев (в первую очередь дуба), ограничение расчистки старых парков и санитарных рубок в лесах, запрет сведения аллей дуба вдоль дорог. Лесовозобновление посадками дуба. Организация ООПТ в Полесском лесу.                                                                                 | Gnorimus variabilis (Linné, 1758) (4067971857)             |
| Насекомые — Insecta, Жесткокрылые — Coleoptera                         | Скакун приморский, Cicindela maritima                               | 2      | Как часть биоты охраняется на территории национального парка «Куршская коса».                                | Улучшение охраны мест обитания вида на территории НП «Куршская коса». Отказ от обработки лесных и прилегающих к ним биотопов инсектицидами в целях борьбы с насекомыми-вредителями леса и иксодовыми клещами. Создание ООПТ на Балтийской (Вислинской) косе. | Cicindela maritima1                                        |
| Насекомые — Insecta, Жесткокрылые — Coleoptera                         | Восковик-отшельник, или Отшельник обыкновенный, Osmoderma barnabita | 2      | Внесен в Красные книги МСОП и России.                                                                        | Выявление мест обитания и мониторинг численности вида. Сохранение максимального количества толстоствольных широколиственных деревьев, ограничение расчистки древесных насаждений со старыми дубами и санитарных рубок в лесах, по возможности сохранение старых придорожных аллей дуба и липы. Лесовозобновление посадками дуба.                                                                                        | Osmoderma eremita no                                       |
| Насекомые — Insecta, Жесткокрылые — Coleoptera                         | Жужелица шагреневая, Carabus coriaceus                              | 3      | Не принимались.                                                                                              | Максимальное ограничение обработки парковых, лесных и прилегающих к ним земель инсектицидами, запрет санитарных рубок старых широколиственных деревьев в парках и лесных массивах, особенно на побережье Калининградского (Самбийского) полуострова. Выявление новых мест обитания и мониторинг численности вида. Организация ООПТ в ключевых местах обитания вида.                                                     | Carabus coriaceus1                                         |
| Насекомые — Insecta, Жесткокрылые — Coleoptera                         | Красотел бронзовый, Calosoma inquisitor                             | 3      | Как часть биоты охраняется на территории национального парка «Куршская коса».                                | Ограничение обработки парковых, лесных и прилегающих к ним сельскохозяйственных территорий инсектицидами в целях борьбы с насекомыми-вредителями или иксодовыми клещами, запрет санитарных рубок старых широколиственных деревьев в парках и лесных массивах, особенно на побережье Калининградского полуострова. Организация ООПТ в местах обитания вида. Выявление новых мест обитания и мониторинг численности вида. | Puppenraeuber fg01                                         |
| Насекомые — Insecta, Жесткокрылые — Coleoptera                         | Быстряк сфагновый, Agonum ericeti                                   | 3      | Не принимались.                                                                                              | Организация ООПТ в местах обитания вида (в первую очередь на территориях верховых болот Целау и Большое Моховое). Выявление новых мест обитания и мониторинг численности вида. Регламентация хозяйственной деятельности, связанной с болотными экосистемами и гидрологическим режимом земель (добыча торфа, мелиоративные работы и т. п.).                                                                              | Agonum-ericeti                                             |
| Насекомые — Insecta, Жесткокрылые — Coleoptera                         | Мертвоед четырёхточечный, Dendroxena quadrimaculata                 | 3      | Не принимались.                                                                                              | Ограничение обработки парковых, лесных и прилегающих к ним сельскохозяйственных территорий инсектицидами в целях борьбы с насекомыми-вредителями леса и агроценозов или иксодовыми клещами. Организация ООПТ в Светлогорском лесу и лесах Черняховского района. Выявление новых мест обитания и мониторинг численности вида.                                                                                            | Thomas Bresson - Coléoptère (by)                           |
| Насекомые — Insecta, Жесткокрылые — Coleoptera                         | Рогачик малый, Ceruchus chrysomelinus                               | 3      | Не принимались.                                                                                              | Сохранение максимального количества старых деревьев, ограничение санитарной рубки старовозрастных елей и берёз, запрет на вывоз трухлявых и упавших толстоствольных деревьев и корчевание еловых пней. Организация ООПТ в Виштынецком лесу. Выявление новых мест обитания и мониторинг численности вида. | Ceruchus chrysomelinus                                     |
| Насекомые — Insecta, Жесткокрылые — Coleoptera                         | Лунный копр, Copris lunaris                                         | 3      | Не принимались.                                                                                              | Сохранение пастбищ для выпаса скота, стимулирование развития малых фермерских хозяйств, создающих мозаику экологических ниш для множества насекомых и поддерживающих луговые сообщества на определенной стадии сукцессии. Выявление новых мест обитания и мониторинг численности вида. | Copris lunaris side                                        |
| Насекомые — Insecta, Жесткокрылые — Coleoptera                         | Хрущ мраморный, или июльский, Polyphylla fullo                      | 3      | Как часть биоты охраняется на территории национального парка «Куршская коса».                                | Ограничение обработки лесных территорий инсектицидами в целях борьбы с насекомыми или иксодовыми клещами. Усиление охраны стаций, заселённых видом, на территории НП «Куршская коса». Создание ООПТ на Балтийской (Вислинской) косе. Мониторинг численности вида. | Polyphylla fullo up                                        |
| Насекомые — Insecta, Жесткокрылые — Coleoptera                         | Бронзовка мраморная, Protaetia marmorata                            | 3      | Не принимались.                                                                                              | Сохранение максимального количества старых трухлявых широколиственных деревьев, ограничение расчистки старых парков и санитарных рубок в лесах, ограничение сведения аллей зрелых широколиственных деревьев вдоль дорог. Выявление новых мест обитания и мониторинг численности вида. | Protaetia (Liocola) marmorata dorsal ventral               |
| Насекомые — Insecta, Жесткокрылые — Coleoptera                         | Дровосек-кожевник, Prionus coriarius                                | 3      | Не принимались.                                                                                              | Ограничение рубки старых лиственных и хвойных деревьев, запрет выкорчевки пней в местах обитания вида. Организация ООПТ в Светлогорском лесу. Выявление новых мест обитания и мониторинг численности вида. | Prionus coriarius 080725                                   |
| Насекомые — Insecta, Жесткокрылые — Coleoptera                         | Липарус гладконосый, Liparus glabrirostris                          | 3      | Не принимались.                                                                                              | Сохранение подходящих для обитания вида биотопов и режима пользования пойменных лугов вблизи зрелых лесных массивов. Включение Красного (Виштынецкого) леса в состав системы ООПТ. | Liparus glabrirostris - Schneealpe                         |
| Насекомые — Insecta, Чешуекрылые — Lepidoptera                         | Аполлон обыкновенный, Parnassius apollo                             | 1      | Включен в Красные книги МСОП, России и Приложение II к Конвенции СИТЕС.                                      | Выявление мест обитания в Калининградской области и создание ООПТ в населенных видом биотопах. Снижение интенсивности выпаса скота в биотопах, пригодных для обитания вида, строгая регламентация применения инсектицидов, частичное осветление леса путём избирательных рубок в осеннее и зимнее время в местах обитания вида.                                                                                         | Parnassius apollo MHNT Frau                                |
| Насекомые — Insecta, Чешуекрылые — Lepidoptera                         | Мнемозина, или аполлон черный, Parnassius mnemosyne                 | 2      | Внесен в Красную книгу России.                                                                               | Выявление мест обитания и мониторинг численности вида. Организация комплексного заказника на территории Большаковского и Полесского лесов. | Schwarzer Apollo (Parnassius mnemosyne) 2011-05-07         |
| Насекомые — Insecta, Чешуекрылые — Lepidoptera                         | Желтушка торфяниковая, Colias palaeno                               | 3      | Не принимались.                                                                                              | Организация ООПТ в местах обитания вида (в первую очередь на территориях верховых болот Целау и Большое Моховое). Выявление новых мест обитания и мониторинг численности вида. Регламентация хозяйственной деятельности, воздействующей на болотные экосистемы и гидрологический режим земель (добыча торфа, мелиоративные работы и т. п.).                                                                             | Colias palaeno2                                            |
| Насекомые — Insecta, Чешуекрылые — Lepidoptera                         | Павлиний глаз ночной малый, Eudia pavonia                           | 3      | Включен в Красную книгу МСОП.                                                                                | Организация ООПТ на верховом болоте Целау. Выявление новых мест обитания и мониторинг численности вида. Регламентация хозяйственной деятельности, связанной с болотными экосистемами и изменением гидрологического режима земель (добыча торфа, мелиоративные работы и т. п.). | 10 Accouplement de Saturnia Pavonia 1992                   |
| Насекомые — Insecta, Чешуекрылые — Lepidoptera                         | Павлиний глаз ночной рыжий, Aglia tau                               | 3      | Не принимались.                                                                                              | Выявление новых мест обитания и мониторинг численности вида. Сохранение максимального количества старых широколиственных деревьев, высадка широколиственных видов (в первую очередь бука европейского) при лесовозобновлении, полный запрет весенних палов и применения инсектицидов в опушечных биотопах. | Aliga tau - male 1 (HS)                                    |
| Насекомые — Insecta, Сетчатокрылые — Neuroptera                        | Муравьиный лев обыкновенный, Myrmeleon formicarius                  | 3      | Как часть биоты охраняется на территории национального парка «Куршская коса».                                | Усиление мер по охране вида на территории НП «Куршская коса». Сохранение населённых видом биотопов (ограничение применения химических средств, застройки земель, создания лесных культур). Выявление новых мест обитания и мониторинг численности вида. | Naturkundliche Sammlung Übermaxx Überseemuseum Bremen 0374 |
| Насекомые — Insecta, Перепончатокрылые — Hymenoptera                   | Крупный парнопес, Parnopes grandior                                 | 3      | Внесен в Красную книгу России. Как часть биоты охраняется на территории национального парка «Куршская коса». | Выявление новых мест обитания вида с ориентацией на скопления гнезд хозяина с последующим мониторингом численности. Учёт и сохранение гнездовых скоплений бембикса. Запрещение применения инсектицидов и ограничение хозяйственного и рекреационного использования населенных видом биотопов на территории НП «Куршская коса».                                                                                          |                                                            |